# 木村重太郎
木村 重太郎（きむら じゅうたろう、1968年5月12日 - ）は、熊本県宇土市出身の野球選手（投手）。
1996年アトランタオリンピック野球日本代表。

## 経歴
鶴城中学から熊本工に進む。3年夏には選手権大会に出場。1回戦の対横浜商戦では二番手として登板し、勝利に貢献。2回戦の対広島工戦でも二番手として投げたが、0対1で惜敗。
高校3年次に鹿屋体育大学を受験したが不合格だったため、1987年に社会人野球の東芝に入った。チームでの競争は厳しく、優勝した1991年の都市対抗では同学年の杉山賢人がエースとして活躍している。東芝が出場を逃した1993年の都市対抗には、川尻哲郎とともにいすゞ自動車の補強選手として参加した。
1996年にはアトランタ五輪代表に選ばれ、チーム唯一のサイドスロー投手だったこともあり登板数はチーム最多タイの6試合に登板。予選リーグの対アメリカ戦では1回途中で降板した三澤興一の後を受けるも、トロイ・グロースらに3連続本塁打を浴び、1死も取れずに降板してチームもコールド負けを喫する。続く対ニカラグア戦では二番手として3回1/3を投げ、2失点で勝利投手となりチームの連敗を3で止めた。決勝の対キューバ戦では2回途中から杉浦正則に代わって登板し、ルイス・ウラシアに2ランを浴びながらも3回1/3で7三振を奪い自責点2の内容だった。
現役引退後は東芝で社業を続けつつ、野球教室の講師を務めることもあるという。